# 羅姆福德站
羅姆福德站（英語：Romford railway station）是倫敦的一個火車站，位於倫敦東部的羅姆福德地區。羅姆福德站是大東部主線的車站，位於倫敦第6收費區。羅姆福德站開通於1839年。

## 列車服務
截至2023年5月，每小時平均列車服務如下：

### 伊莉沙白綫
- 8 班車往仙菲爾德站
- 2 班車往希斯羅機場5號航站樓站
- 6 班車往帕丁頓站

### 大盎格利亞
- 2 班車往利物浦街車站
- 1 班車往Southend Victoria[3]
- 1 班車往Colchester Town[4]

### 倫敦地上鐵
- 2 班車往上敏斯特站[5]

## 外部連結
- 维基共享资源上的相關多媒體資源：羅姆福德站
- 列车时刻表及车站信息：羅姆福德站，来自英国铁路官方网站
- Excel file displaying National Rail station usage information for 2005/06 （页面存档备份，存于）
- Old LTSR entrance after conversion